# Вико-дель-Гаргано
Вико-дель-Гаргано (итал. Vieste) — коммуна в Италии, располагается в регионе Апулия, в провинции Фоджа.
Население составляет 13 600 человек (2008 г.), плотность населения составляет 80 чел./км². Занимает площадь 168 км². Почтовый индекс — 71019. Телефонный код — 0884.
Покровителем коммуны почитаются святой Георгий, празднование 23 апреля, святой Валентин Интерамнский, празднование 14 февраля, а также Пресвятая Богородица, Antonio da Padova, Maria Stella Maris.

## Демография
Динамика населения:

## Администрация коммуны
- Официальный сайт: http://www.comunedivieste.it